# 허인환
허인환(許仁煥, 1968년 )은 대한민국의 정치인이다. 제30대 인천 동구청장을 역임했다.

## 학력
- 1999 인천대학교 행정대학원 행정학 석사

## 경력
- 제30대 인천광역시 동구청장 (민선7기)
- 인천광역시의회 산업위원장 (전)
- 인천 중구동구옹진군 국회의원 보좌관 (전)
- 인천자치분권민주지도자회의 일반대표  (전)
- 인천광역시 동구체육회 회장 (전)
- 인천광역시 동구청 유소년축구단 단장 (전)
- 인천 동구풋살연합회 회장 (전)
- (재) 꿈드림장학재단 이사장 (전)
- 재단법인 동구장학재단 이사장 (전)
- 인천광역시 동구사회복지협의회 명예회장
- (사)한국장애인문화협회 인천동구지부 지부장 (전)
- 추억극장 미림 운영지원위원 (전)
- 성언의집 노인문화센타 운영위원 (전)
- 사회복지법인 보라매 운영위원 (전)
- 서흥초등학교,동산중학교,화도진중학교 운영위원회 위원 (전)
- 더불어민주당 중앙위원 (전)
- 더불어민주당 인천시당 지방자치위원장 (전)
- 인천의제21 운영위원회 위원 (전)
- 사)인천광역시 물류연구회 이사(전)
- 인천광역시 사회적기업협의회 자문위원 (전)
- 인천광역시 노사민정협의회 위원 (전)
- (사)한국국정연구원 이사 (전)
- (사)한국정책기획평가원 연구위원 (전)

## 역대 선거 결과
|  | 15.68% |

|  | 46.21% |

|  | 39.23% |

|  | 60.41% |